# Meibomia floridana
Meibomia floridana là một loài thực vật có hoa trong họ Đậu. Loài này được (Chapm.) Kuntze mô tả khoa học đầu tiên năm 1891.